# 68P/Klemola
68P/Klemola, komet Jupiterove obitelji. 